# 牛深郵便局
牛深郵便局（うしぶかゆうびんきょく）は熊本県天草市牛深町にある郵便局。民営化前の分類では集配普通郵便局であった。

## 概要
住所：〒863-1999 熊本県天草市牛深町1553-12
民営化直前の集配業務再編において、多くの集配普通郵便局は統括センターとなったが、当局は配達センターとされたため、民営化後も郵便事業株式会社の支店とはならず、郵便事業本渡支店の牛深集配センターが併設された形となった。
だが、2012年（平成24年）10月より、それぞれの運営会社だった郵便事業株式会社と郵便局株式会社の統合によって日本郵便株式会社が発足したことに伴い、それぞれの店舗は統合された。

## 沿革
- 1874年（明治7年）12月16日 - 牛深郵便取扱所として開設[1]。
- 1875年（明治8年）1月1日 - 牛深郵便局（五等）となる。
- 1882年（明治15年）4月16日 - 為替・貯金取扱を開始。
- 1896年（明治29年）12月16日 - 牛深郵便電信局となる。
- 1903年（明治36年）4月1日 - 通信官署官制の施行に伴い牛深郵便局となる。
- 1921年（大正10年）
  - 7月21日 - 電話通話事務を開始[2]。
  - 9月26日 - 電話交換業務を開始[3]。
- 1962年（昭和37年）6月1日 - 国内欧文電報受付・配達および国際電報受付・配達業務を、本渡電報電話局に移管[4]。
- 1967年（昭和42年）10月29日 - 電話交換および和文電報配達業務を、牛深電報電話局に移管。
- 1970年（昭和45年）10月12日 - 特定郵便局から普通郵便局に局種別改定。
- 1995年（平成7年）9月24日 - 久玉郵便局から集配業務を移管。
- 2000年（平成12年）8月14日 - 外国通貨の両替および旅行小切手の売買に関する業務取扱を開始。
- 2003年（平成15年）10月5日 - 魚貫郵便局から集配業務を移管[5]。
- 2006年（平成18年）9月24日 - 二浦郵便局および深海郵便局から集配業務を移管[6]。
- 2007年（平成19年）10月1日 - 民営化に伴い、併設された郵便事業本渡支店牛深集配センターに一部業務を移管。
- 2012年（平成24年）10月1日 - 日本郵便株式会社発足に伴い、郵便事業本渡支店牛深集配センターを牛深郵便局に統合。

## 取扱内容
- 郵便、印紙、ゆうパック、内容証明
- 貯金、為替、振替、振込、国際送金、国債、投資信託
- 生命保険、バイク自賠責保険、自動車保険
- 地方公共団体事務（天草市入場券の販売）
- ゆうちょ銀行ATM
- 天草市内の一部地域（牛深地区一帯）の集配業務

## 周辺
- 天草市役所 牛深支所
- 牛深港
- 国道266号

## アクセス
- 九州産交バス 岡東停留所下車
- 駐車場あり：10台